# جون غيلبرت
جون غيلبرت (7 مارس 1816 - 22 نوفمبر 1887) (بالإنجليزية: John Gilbert)‏ هو لاعب كريكت بريطاني.

## وصلات خارجية
- جون غيلبرت على موقع إي آس بي آن كريك إنفو (الإنجليزية)